# Laguna Celeste (Franz Tamayo)
La laguna Celeste es un lago glaciar de Bolivia, situado en la montaña Chaupi Orco, dentro del Parque Nacional Madidi. Administrativamente pertenece al municipio de Pelechuco de la provincia de Franz Tamayo, al norte del departamento de La Paz.